# 丹那トンネル
丹那トンネル（たんなトンネル）は、東海道本線の熱海駅 - 函南駅間にある複線規格の鉄道トンネルである。総延長7,804メートル、1934年（昭和9年）12月1日開通。
完成当時は清水トンネルに次ぐ日本第2位の長さで、鉄道用複線トンネルとしては日本最長だった。現在、東日本旅客鉄道（JR東日本）と東海旅客鉄道（JR東海）との会社境界はトンネル東口付近（来宮駅電留線の上り場内信号機）で、丹那トンネル自体はすべてJR東海の資産となっている。
なお、本稿では東海道新幹線の熱海駅 - 三島駅間にある新丹那トンネル（しんたんなトンネル）についても記述する。

## トンネル開通の効果
丹那トンネルの開通以前、東海道本線は現在の御殿場線を経由した箱根超えであった。この区間は急な勾配が続くため、下り列車は国府津駅、上り列車は沼津駅において全列車に登坂専用の補助機関車を連結していた。それでも上り勾配による速度低下は避けられず、補助機関車を増解結するための停車時間とともに、御殿場線の区間は東海道本線の輸送上のボトルネックとなっていた（詳細は御殿場線#沿線風景を参照）。
15年3カ月に及んだ工事の後、1934年（昭和9年）に丹那トンネルが開通すると、東海道本線のルートはただちに同トンネル経由に変更され、線路延長が11.81 km短縮されるとともに上述のボトルネックが解消された。その結果、東海道本線の速達性は改善され、運行経費も大幅に削減された。なお、丹那トンネルは完成当初から直流で電化されている。これは長大なトンネルであることから、蒸気機関車の煙をトンネル外へ排出するのが困難と考えられたためである。
トンネル開通後は、熱海温泉や伊豆半島の温泉への交通の便も良くなり地域経済は活況を呈した。特に伊豆の新たな玄関口となった三島駅の乗降客数は激増し、駅前の淋しい通りの地価が2-3円から200円に高騰するなど局地的な土地バブルも発生した。

## トンネル付近の地質

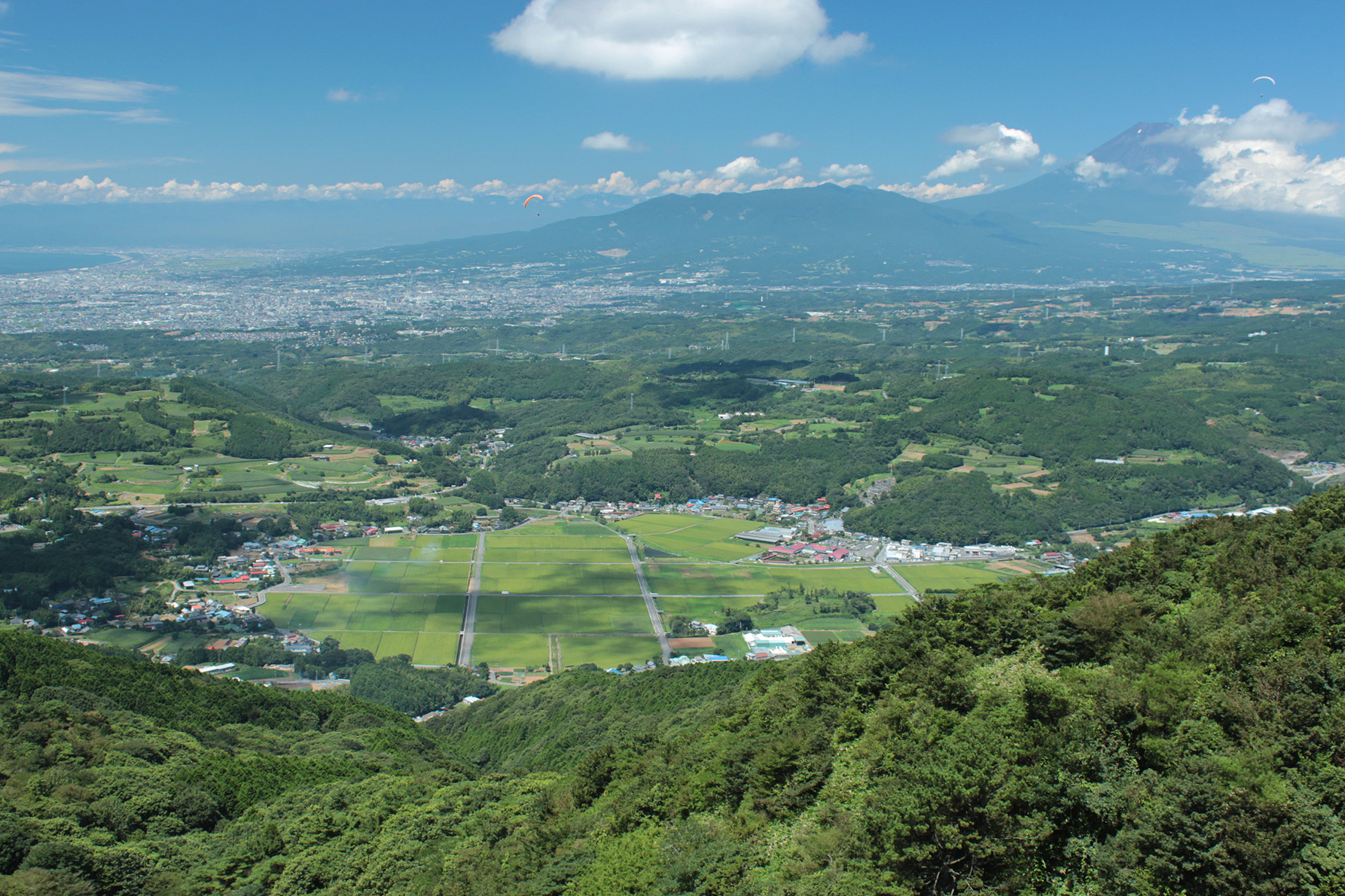
トンネルの真上にあたる丹那盆地。盆地の左右に断層が走る。

この付近は活火山の箱根山から続く火山地帯で、トンネル自体は活動を止めた熱海火山（多賀火山とも呼ばれる）の山体を貫いている。通常、火山の山体には緻密な溶岩流層と十分固結していない礫や砂でできた層が存在する。そのため大量の水を溜めたり湧き水として湧出させたりするが、丹那トンネルの上部にある丹那盆地も地下に大量の地下水を溜めていた。またトンネルは活発な活断層である丹那断層を横切っており、トンネル掘削中の1930年にこの断層を震源とする北伊豆地震が発生した。この断層以外にもトンネルは4か所の大きな断層帯を横断しており、大湧水を伴う1か所の火山荒砂帯とともに、工事進捗の阻害要因となった。

## 計画

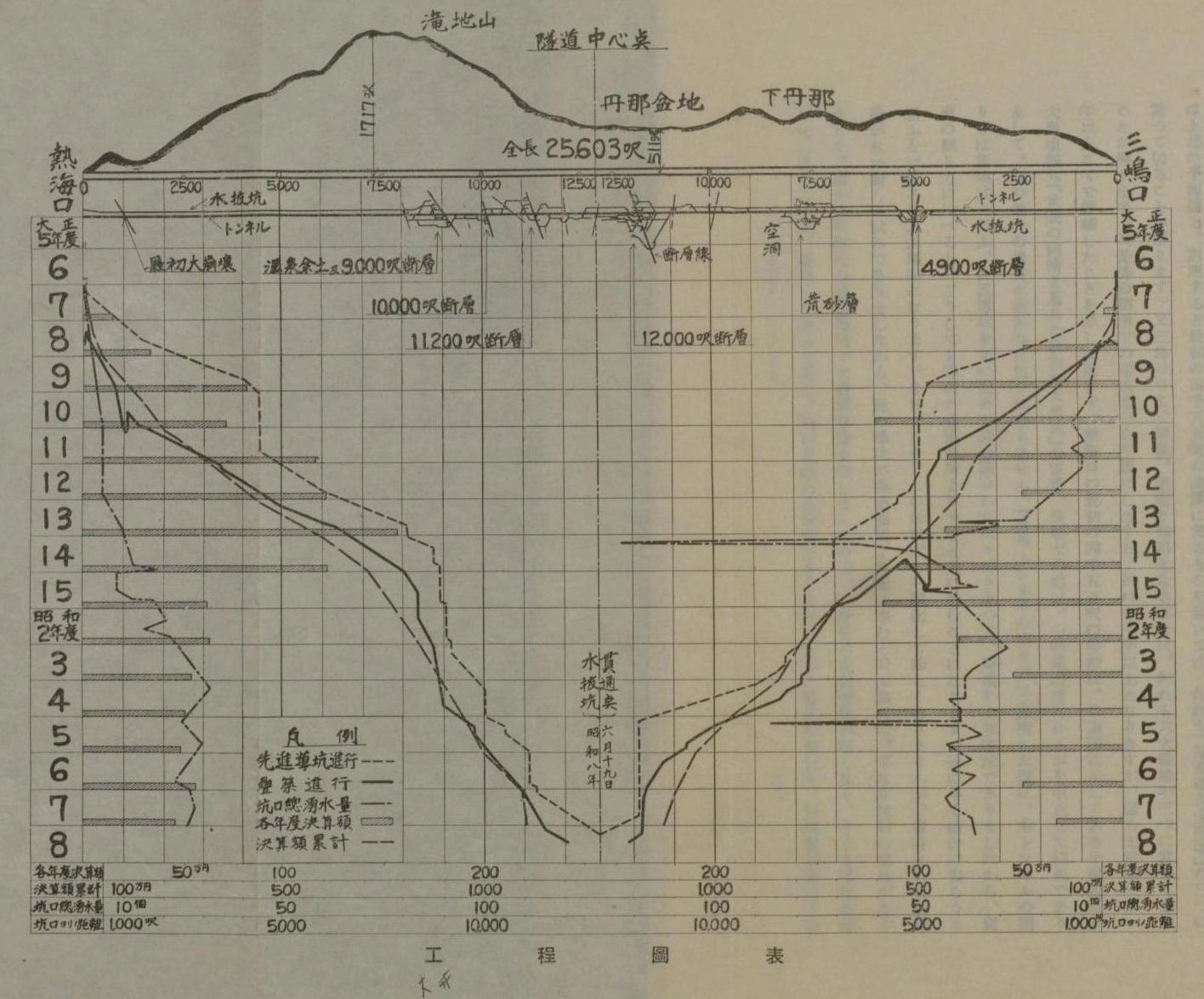
丹那トンネル工程表。両端から掘り進め、1933年の貫通を目指した。

開通直後の東海道本線は、国府津駅より酒匂川沿いに箱根外輪山の外側を通る箱根線ルートであった。そのため25/1000（25パーミル）の急勾配が19 kmを占め、補助機関車の連結や食堂車の切り離し作業などが必要であり、また豪雨によって土砂崩れが発生して不通になることもしばしばあった。1910年代にはマレー式機関車を導入したが、期待通りの輸送量増大には至らなかった。
鉄道院では箱根線を経由しない新線を建設して東海道本線の輸送力増強を求める意見が高まり、国府津駅から小田原駅、湯河原駅、熱海駅から三島駅、沼津駅を結ぶルートが検討されたが、箱根から天城にかけての丹那盆地を貫通するトンネル建設が課題となった。
当時の鉄道院総裁の後藤新平は新路線建設可否を管理局に命令し、1909年（明治42年）に鉄道員技師の辻太郎が復命書を提出、輸送力強化のために新線建設は必要であると説き、また湯河原や熱海など温泉地への旅行者の利用が見込めることから鉄道院の収入増加にもつながり、丹那盆地のトンネルも技術の進展とともに可能であると結論づけた。この復命書に基づき山口準之助が工事費見積書を作成し、尾崎錦太郎による実地調査が行われた。1911年（明治44年）に佐藤古三郎技師を隊長とする測量隊を派遣し、1913年（大正2年）に熱海を経由する熱海線の建設予定地が決定された。同年6月に小田原から熱海までの熱海線建設および丹那盆地のトンネル工事を指揮するため、熱海線建設事務所（後に熱海建設事務所と改称）が新橋駅内に設置され、富田保一郎技師が所長に就任した。
しかし政府内部では建設費が多額になることから反対意見も多く、また後藤に対して「熱海に別荘を所有しているために工事を推進している」という誹謗中傷が行われ、床次竹二郎が鉄道院総裁に就任すると工事は中止となったが、仙石貢が総裁に就任すると再び工事計画が推進されることとなった。
1918年（大正7年）、熱海線建設が総予算2,400万円（当時）で決定された。当初は丹那山トンネルと称されたが、丹那山という山は存在しないために丹那トンネルに名称が修正された。トンネル工事費には770万円（当時）が計上されて7年後の1925年（大正14年）の完成予定で着工され、鉄道院は設計、監督にあたり、工事作業は民間企業に委託されることが決定し、鹿島組と鉄道工業会社がそれぞれ三島口、熱海口から掘削を開始した。

## 工事
1918年（大正7年）3月21日、熱海町梅園付近の坑口予定地で起工式が行われた。国府津から熱海までの東海道本線支線の熱海線の起工式であるため、小規模なものであった。
掘削では削岩機を利用し、また坑道照明用の電力が富士水電株式会社より供給される予定だった。しかし、第一次世界大戦による好景気により電力価格が高騰したことで電力供給の合意に至らず、工事はカンテラ照明につるはしを使用した原始的な手掘り作業で開始された。その後、蒸気機関を利用した空気圧削機が採用され、作業効率が飛躍的に向上した。
建設現場に電力供給が行われるようになったのは1921年（大正10年）、三島口に火力発電所が建設されてからのことである。これにより照明が電灯に切り替えられたほか、牛馬に頼っていた余土輸送にも電気機関車が利用されるようになった。大戦景気の反動で大不況となり電力需要が減少した富士水電からの電力販売の申し出もあり、火力発電所は停電対策用として通常の電力は価格面で有利な富士水電からの供給を受けるようになった。

### 大量湧水

丹那トンネル湧水状況
『鉄道80年のあゆみ 1872-1952』（p25）

丹那盆地の地質構造から、トンネル掘削は大量の湧水との戦いだった。掘削工事の先端が断層や荒砂層に達した際には、トンネル全体が水であふれるような大量の湧水事故も発生した。湧水対策としては、多数の水抜き坑を掘って地下水を抜く手法が採用された。水抜き坑の全長はトンネル本坑の2倍の15 kmに達し、排水量は6億立方メートル（箱根芦ノ湖の貯水量の3倍とされる）に達した。
トンネルの真上に当たる丹那盆地は、工事の進捗につれて地下水が抜け水不足となり、灌漑用水が確保できず深刻な飢饉になった。丹那盆地では元来、稲作を主な産業とし、清水を利用したワサビ栽培も行い、副業として酪農を行っていた。しかし、水源不足によって農作物が枯れ農地が荒れる被害が出たため、鉄道省では対策として水道の敷設や貯水池の新設などを実施した。それでも十分な効果が上がらなかったため、1932年（昭和7年）に農民らは県知事に訴え、知事の指示で耕地課農林主事であった柏木八郎左衛門が対策に乗り出して鉄道当局と交渉し、1933年（昭和8年）8月に見舞金117万5,000円が交付されることになった。
完成後も丹那トンネルからは大量の地下水が抜け続けており、かつて存在した豊富な湧水は丹那盆地から失われた。例えば、湿田が乾田となり、底なし田の跡が宅地となり、7か所あったワサビ沢が消失している。こうした関係で、被害対策に尽力した柏木の提唱もあり、トンネル工事以前には副業にすぎなかった酪農が、丹那盆地における主要な産業となっていった。

### トンネル崩落事故
1921年（大正10年）4月1日4時20分、270 mの熱海口工事現場で崩落事故が発生し、33人が崩落に巻き込まれ16人が死亡したが、4月8日には坑道奥で作業していた17人が救出されている。また1924年（大正13年）2月10日には三島口で崩落事故が発生し、巻き込まれた16人全員が死亡している。

### 北伊豆地震
1930年（昭和5年）、西から掘り進んでいたトンネルが明瞭な断層に到達した。断層を突破するために数本の水抜き坑を掘削していた最中、その断層を震源とする北伊豆地震が発生した。これによってトンネル内で崩落事故が発生し、巻き込まれた5人のうち3人が死亡している。
ある水抜き坑では切羽全体が横にずれて、坑道一杯にきれいな断層鏡面が現れた。地震で断層が動いた影響で、熱海側（東側）の地面が函南側（西側）に対して北へ2 mほど移動した。このずれのため、本来直線で貫く予定だったルートが、わずかにS字型に修正されている。

### 温泉余土
工事関係者が「温泉余土」と名付けた、安山岩質溶岩と集塊岩が熱水で変成し粘土化した緑色の地層にも悩まされた。この地質はトンネル掘削中には堅く何の問題も生じなかったが、掘削後に空気中の水分を吸うとやわらかくなり、極めて激しく膨張する。その膨張力は工夫を凝らした鉄製の支保工でさえ曲がるほどだった。また、温泉余土は本来水を通さないが、湧水と出会うと溶けてしまう。これによってトンネルが崩壊する危険があるほか、溶けた粘土で排水ポンプが詰まるという問題もあった。

### 新工法の検討
難工事の対策として様々な工法が検討された。本工事で多用された「水抜き坑」は湧水対策として有効だったため、以後「丹那方式」と呼ばれて各地のトンネル工事で採用された。軟弱地盤や湧水帯を掘削する際に使用される「セメント注入法」と、高圧空気で湧水を押さえる「圧搾空気掘削工法」が、日本では丹那トンネルの工事で初めて実用化された。圧搾空気掘削工法は水頭の低い湧水箇所、つまり河底トンネルの工事で有用となるものであるが、山体を貫く本トンネルにも用いられた。まず坑内に空気閘を作り、0.35 - 2.5 kgf/cm²の圧力の空気を坑奥の掘削面に送り、湧水を抑圧して掘進させた。地質不良で土圧の大きいときは支保工代用としてシールドを使用し、これが掘進にしたがって鉄製セグメントで畳築しながら進行した。この圧搾空気掘削工法に従事する者はすべて厳しい身体検査ののち入坑させ、彼らの空気病の治療のため坑門付近に治療用空気閘を用意し、医員が配置された。羽越本線折渡トンネル（現在の下り線トンネル）に続き日本で2例目の「シールド工法」も試みられたが、地盤がこの工法に適しておらず成功しなかった。地質を調べたり湧水を抜くためにトンネル先端で行う「水平ボーリング」も日本初と推測される。

### 開通

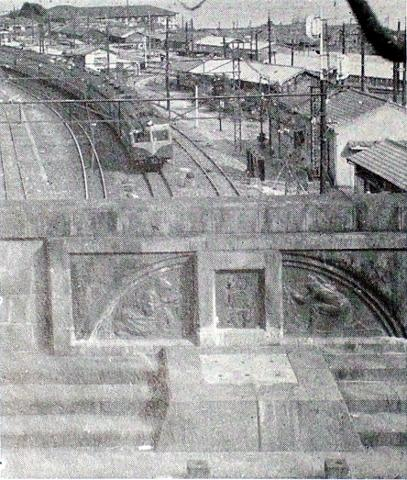
丹那トンネル 熱海口坑門
『鉄道80年のあゆみ 1872-1952』（p25）、1950年に運行を開始した国鉄80系電車が写っているため、1950 - 52年の間に撮影されたものと思われる。

1933年（昭和8年）6月17日7時、三島口より探り鑿が入れられ水抜き坑の両坑口切端間が5.2 mと確認された後、6月19日11時に貫通式が開催された。三土忠造鉄道大臣が大臣室で最後の発破合図のボタンを押すと、坑道内にその信号が伝えられて発破が実行され、丹那トンネルが貫通した。その後も本線導坑工事が進められ8月25日11時32分に貫通、内装工事を完成させ、1934年（昭和9年）3月10日に鉄道省は工事完成を発表。さらにレール敷設および電化工事が行われ、同年12月1日に開業することが決定された。
丹那トンネルを最初に通過する列車は、11月30日22時東京発神戸行き二・三等急行、第19列車と決定した。この列車への乗車希望者が多かったために臨時の増結が実施され、当時としては異例の15両編成での運行となった。機関士には東京機関庫運転手指導員の殿岡豊寿、助手に中山貞雄が指名された。また、日本放送協会（NHK）が通過第1号列車の丹那トンネル通過を中継放送すべく、熱海口、三島口の双方に受信所を設置し、放送自動車を貨車に積載することも決定した。
第19列車は提灯で開通を祝う沿線駅を通過し、12月1日0時3分30秒に来宮信号所を通過、0時4分に熱海口より入坑、9分2秒で丹那トンネルを通過して沼津駅に到着した。

### 教訓
丹那トンネルの工事は7年間で完成する予定であったが、実際には16年間を費やした。この工期の長期化とそれに伴い膨れ上がった工費、さらには事故による犠牲者67名（うち熱海口31名、函南口36名）が難工事を象徴している。
丹那トンネルの難工事は、事前調査が不十分な所へ掘削工事を行った結果だった。その後のトンネル工事は事前にできるだけの調査を実施し、難工事が予想される箇所を避け、地質に合った掘削方法を準備するようになった。次に建設された長大トンネルの関門トンネルは事前調査の結果、地盤の軟弱な九州側の主要工法としてシールド工法が採用され、工事推進の原動力となった。
北伊豆地震の震源となった丹那断層は、その後の調査で活動周期が約700年と判明し、当分の間地震は発生しないものと判定され、東海道新幹線の新丹那トンネルも丹那断層を横切る形で建設された。

### 慰霊碑
丹那トンネル工事の犠牲者全67名の殉職碑が、鉄道省によって熱海側の坑門の真上に建立されている。付近にある、工事の際に労務者の信仰の篤かった山神社なども含めて、地元有志の手で丹那神社として整備されている。
工事は熱海口を鉄道工業、函南口を鹿島組が請負った。函南口の犠牲者36名に関してはもう1つの慰霊碑が、鹿島組によって函南側の坑口近くに建立されている。この碑は当初は東海道本線の線路の北側にあったが、後に南側に移転した。現在はJR東海が樹木伐採等の周辺整備を行い、地元有志により定期的に清掃奉仕が行われている。

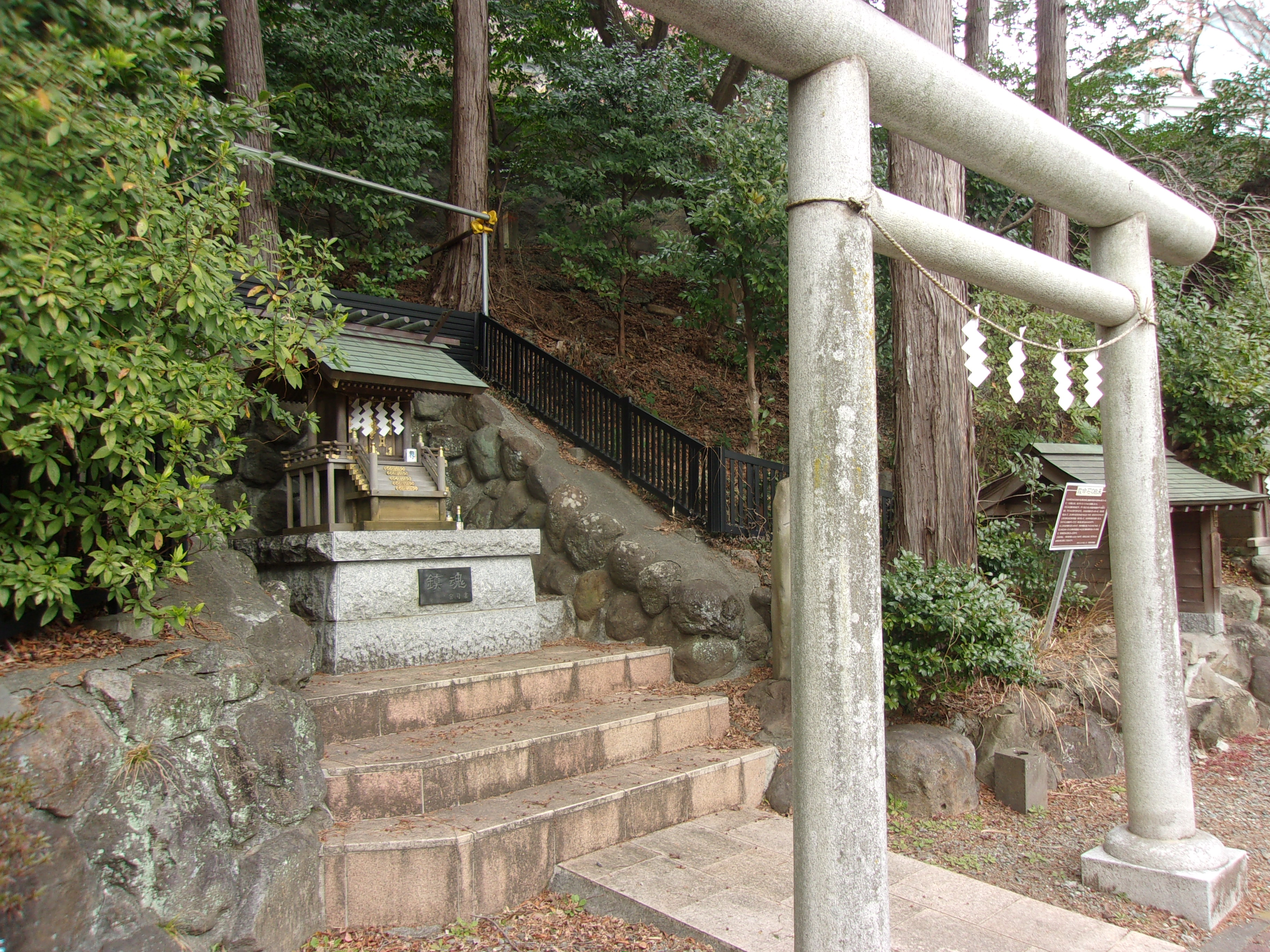
丹那神社
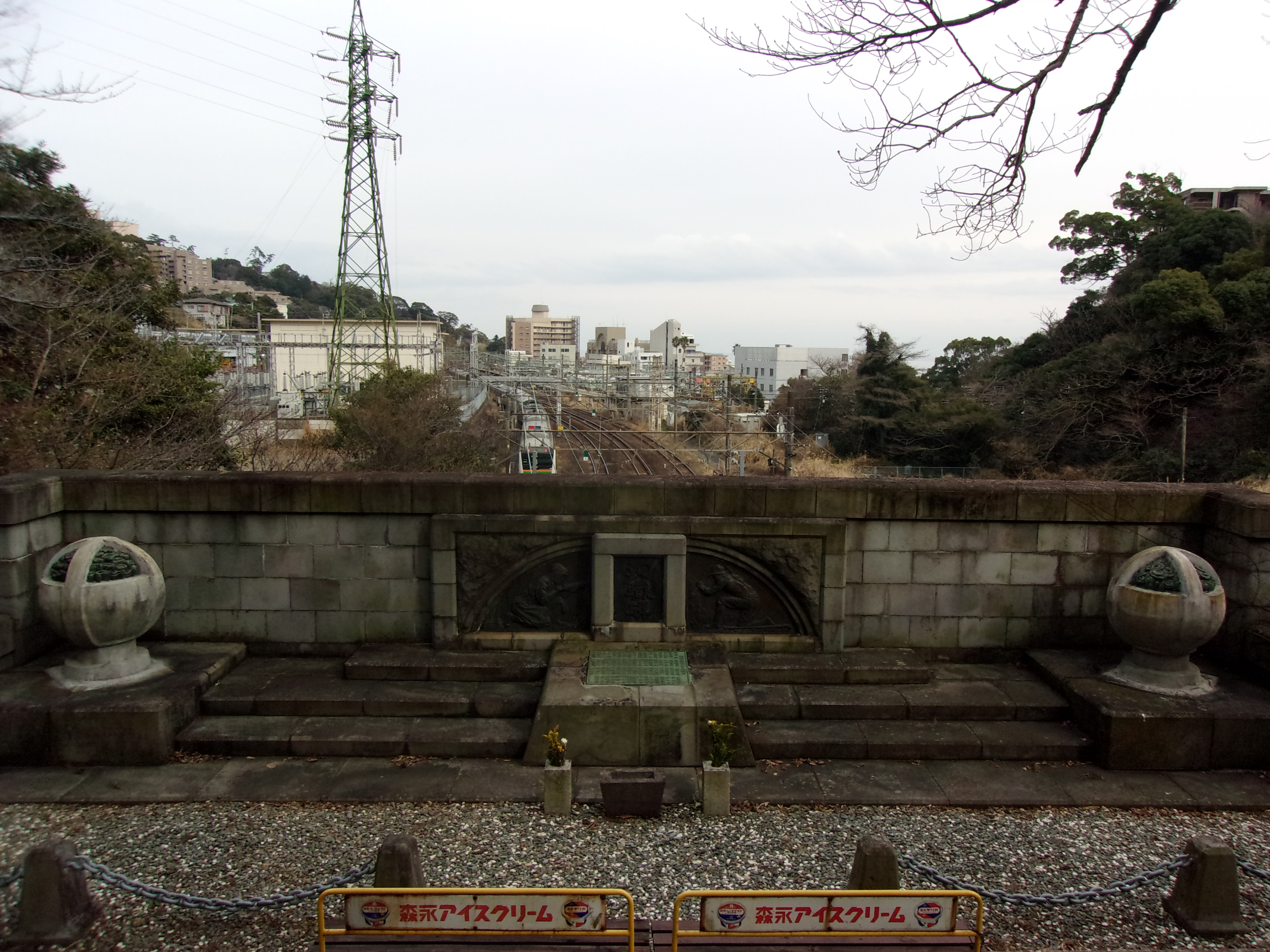
殉職者慰霊碑（熱海側）
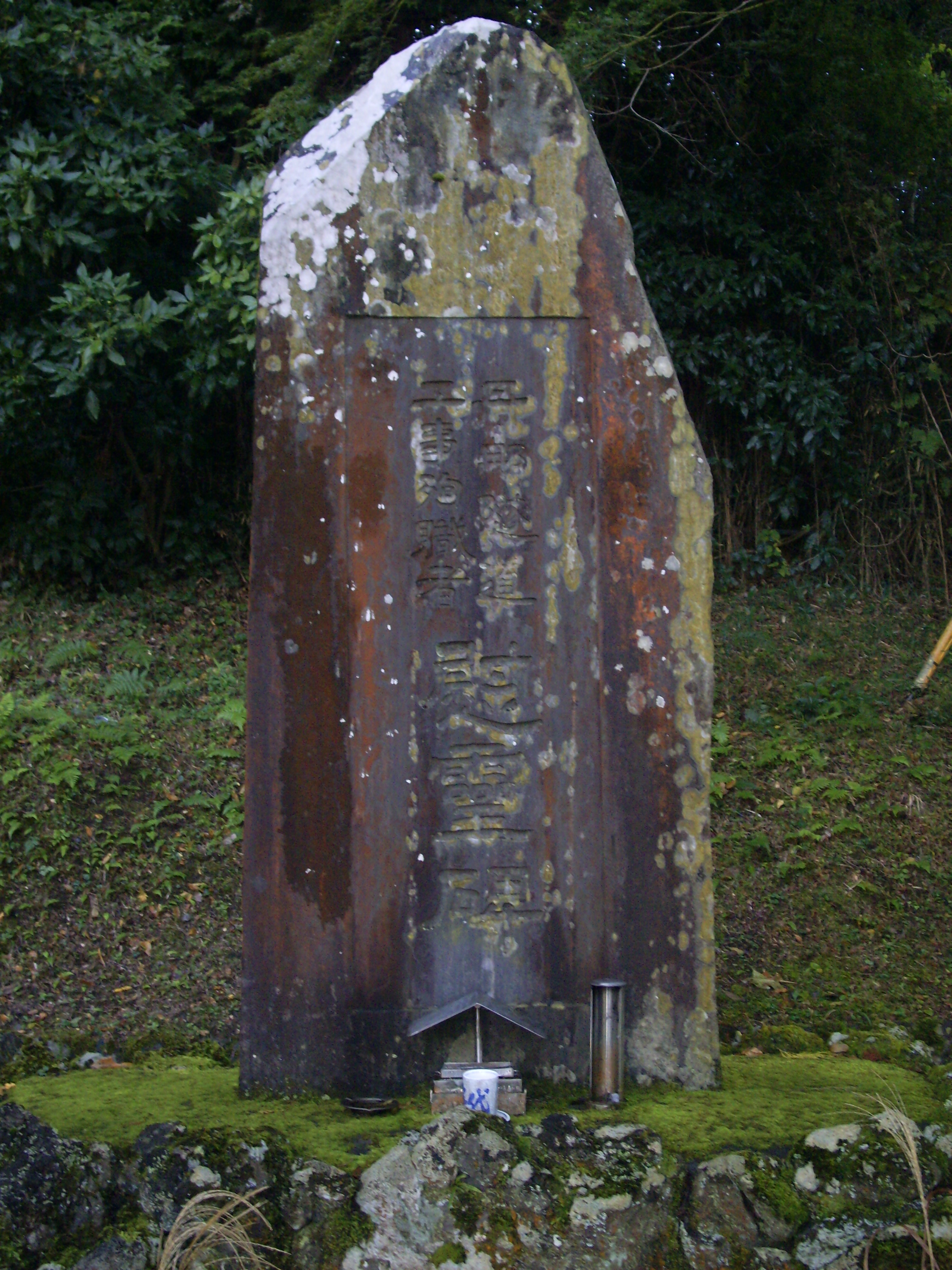
殉職者慰霊碑（函南側）

### 扁額
熱海側の坑門上部には、開通時の鉄道大臣内田信也揮毫の銅製「丹那隧道」扁額が中央にあり、左に2578、右に2594という数字も掲げられている。2つの数字は着工および開通の年を皇紀で表したものである。

### 文化財等
2019年には白糸川橋梁などと共に「旧熱海線鉄道施設群」として、土木学会選奨土木遺産に選定された。

## 新丹那トンネル
新丹那トンネル（しんたんなトンネル）は、丹那トンネルの約50m北側に並行して延びる長さが7,959mの東海道新幹線（三島〜熱海間）のトンネルである。
新丹那トンネルのトンネル工事が開始されたのは、1941年（昭和16年）8月にさかのぼる。新丹那トンネルは、もともとは戦前の高速鉄道計画である弾丸列車計画に基づくもので、他に、日本坂トンネル、東山トンネルが同時期に着工されている。しかし、1943年（昭和18年）には第二次世界大戦の戦況悪化にともない中止されてしまった。中止の時点において、熱海口（東口）は647ｍ、函南口（西口）は1,433mの先進導坑がすでに掘削され、両坑口ともに200 - 300m程度の覆工を完成させていた。なお、戦時中の約1年半の期間でスムーズに工事が進行したのは、掘削に数々の新手法を投入したためでもあった。新オーストリア式逆巻方式と呼ばれる導坑の掘り方や、4 - 5台のドリフター型削岩機を装備した自走・自碇する削岩車が活用され、人力に依存して掘削を行なった丹那トンネルの工事よりも安全面において有利だった。
戦後も長らく放置された状態であったが、東海道新幹線のために弾丸列車計画のルートが採用されたため、新丹那トンネルは今度は新幹線用のトンネルとして利用されることになった。新丹那トンネルは、1959年（昭和34年）に工事が再開され1964年（昭和39年）に完成した。丹那トンネルの難工事とは異なり、新丹那トンネルの工事は順調に進んだ。地質構造がよく分かっていたことと、既設の丹那トンネルを水抜き坑代わりに利用できたことを差し引いても、工事再開から4年4か月という工期の短さはトンネル掘削技術の進歩を物語っている。新丹那トンネルの工事は、熱海口は間組、函南口は鹿島建設（鹿島組）が請負った。なお、工事の殉職者は熱海口10名、函南口11名だった。ただし、丹那トンネルの工事とは異なり大きな崩壊事故は1件も発生していない。
ちなみに、東海道新幹線の全体の起工式が行われたのは、新丹那トンネルの熱海側坑口前である。新丹那トンネルこそが全体の工期を律する最重要工区とみなされていたためである。

## 備考

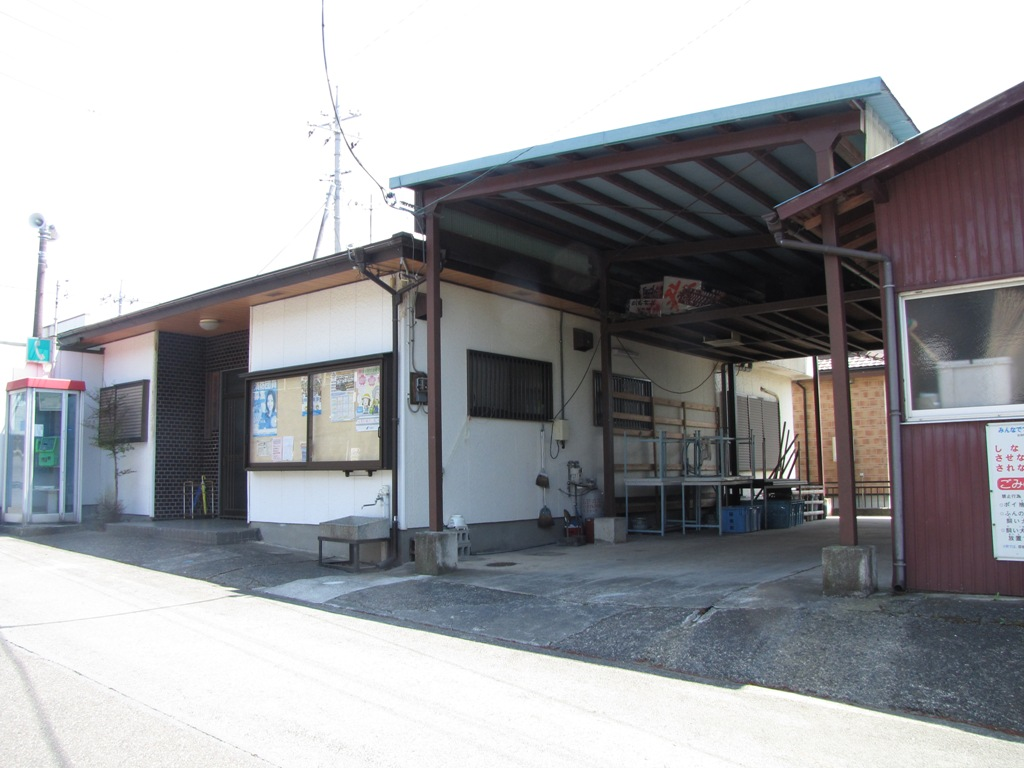
新幹線公民館

静岡県函南町上沢には「新幹線区」と呼ばれる地区があり、住所は「函南町上沢」、自治会や地区の名称が「新幹線区」となっている。ここでいう「新幹線」は第二次世界大戦前の弾丸列車の通称のことであり、1918年に着工した丹那トンネルの工事に従事した国鉄社員らが住み始めて集落が形成されるきっかけとなった。「上沢誌」によると「新幹線区」として函南町に認められたのは新幹線開業前の1954年のことである。その後は新丹那トンネルの工事が進み、1964年に新幹線が開業すると、国鉄社員らは新しい職場へ移ったため官舎は払い下げられた。同地区には新幹線公民館や「幹線上」、「幹線下」という名称のバス停が存在している。